# Oporto Challenger 2 1991
L'Oporto Challenger 2 1991 è stato un torneo di tennis facente parte della categoria ATP Challenger Series nell'ambito dell'ATP Challenger Series 1991. Il torneo si è giocato a Porto in Portogallo dal 1 al 7 luglio 1991 su campi in terra rossa.

## Vincitori

### Singolare
Bart Wuyts ha battuto in finale  Martin Wostenholme con il punteggio di 6–3, 7–5

### Doppio
Josef Čihák /  Tomáš Anzari hanno battuto in finale  Juan Carlos Báguena /  Andrés Gómez con il punteggio di 7–5, 6–2